# Blekorna
Blekorna är klippor i Finland.   De ligger i kommunen Pargas i landskapet Egentliga Finland, i den sydvästra delen av landet, 210 km väster om huvudstaden Helsingfors.
Terrängen runt Blekorna är mycket platt.  Närmaste större samhälle är Houtskär, 18,4 km sydost om Blekorna. 